# M1917 Revolver
M1917 Revolver é a designação de revólveres de quadro grande, de seis tiros, no calibre .45 ACP adotados pelas Forças Armadas dos Estados Unidos em 1917, para complementar a pistola M1911 de uso padrão durante a Primeira Guerra Mundial.
Havia duas variações do M1917, uma feita pela Colt e outra pela Smith & Wesson. Eles usaram moon clips para manter os cartuchos em posição, facilitar a recarga e auxiliar na extração, uma vez que os revólveres foram projetados para ejetar cartuchos de estojos com aro e os cartuchos .45 ACP não tinham aro, pois foram projetados para uso na pistola M1911. Após a Primeira Guerra Mundial, os M1917 ganharam muitos seguidores entre atiradores civis. Também foi desenvolvido um cartucho comercial com aro, o .45 Auto Rim, para que os revólveres M1917 pudessem ejetar cartuchos deflagrados sem usar moon clips.

## Início
Durante a Primeira Guerra Mundial, muitas empresas privadas de armas dos EUA, incluindo Colt e Remington, estavam produzindo pistolas M1911 sob contrato para o Exército dos EUA, mas mesmo com a produção adicional, havia uma escassez de armas de fogo curtas. A solução provisória foi pedir à Colt e Smith & Wesson, os dois principais produtores americanos de revólveres na época, que adaptassem seus revólveres civis de estrutura pesada ao cartucho de pistola padrão .45 ACP. Os revólveres de ambas as empresas utilizaram moon clips para extrair os cartuchos .45 ACP cujo estojo não possuia aro. O filho de Daniel B. Wesson, Joseph Wesson, inventou e patenteou o moon clip, cuja produção foi atribuída à Smith & Wesson, mas, a pedido do Exército, ela permitiu que a Colt também usasse o projeto gratuitamente em sua própria versão do M1917 Revolver.

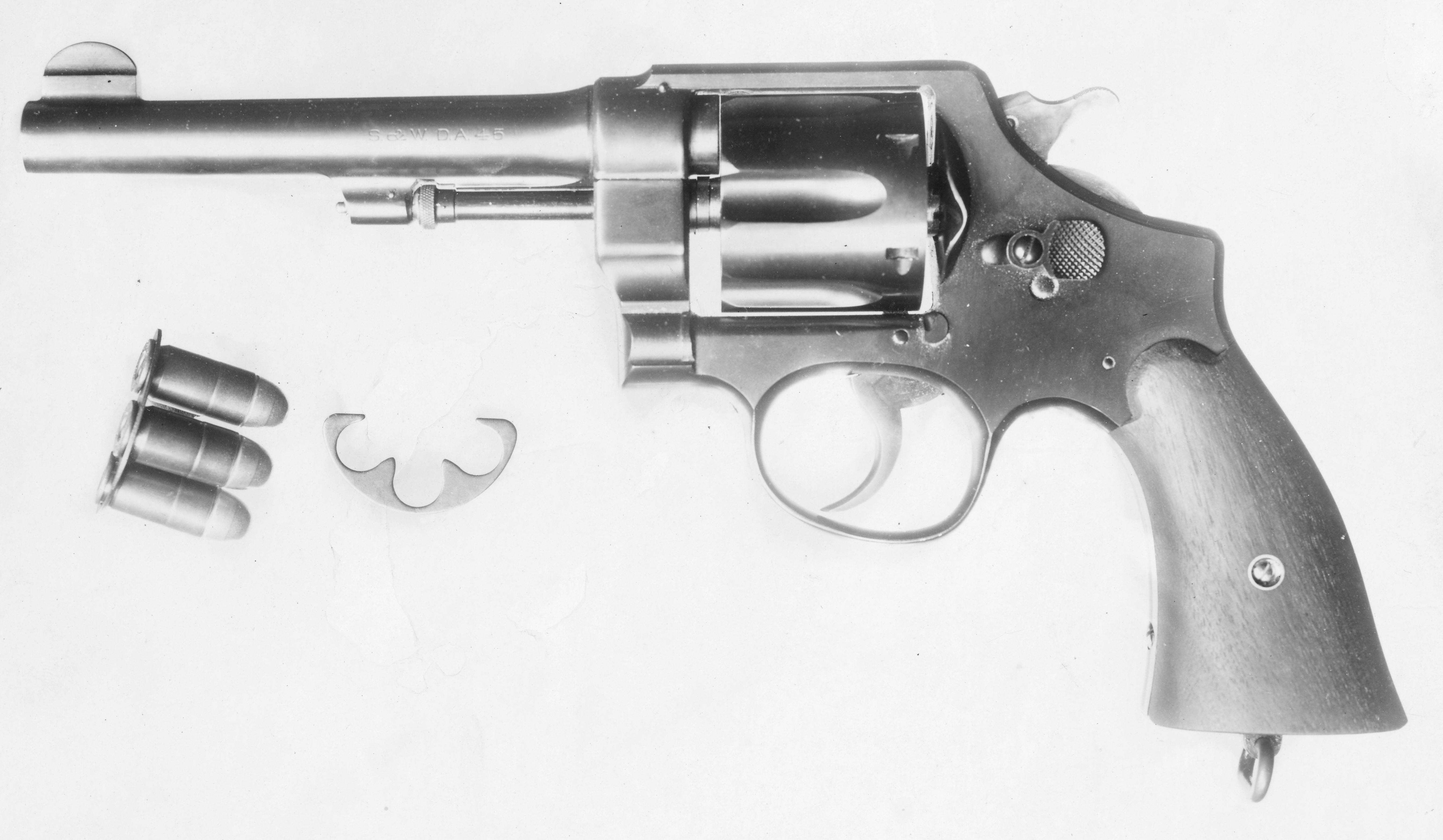
Um dos primeiros M1917 revolver (Smith & Wesson) com cartuchos .45 ACP e dois moon clips um carregado e outro por carregar.

## Variantes

### Versão S&W

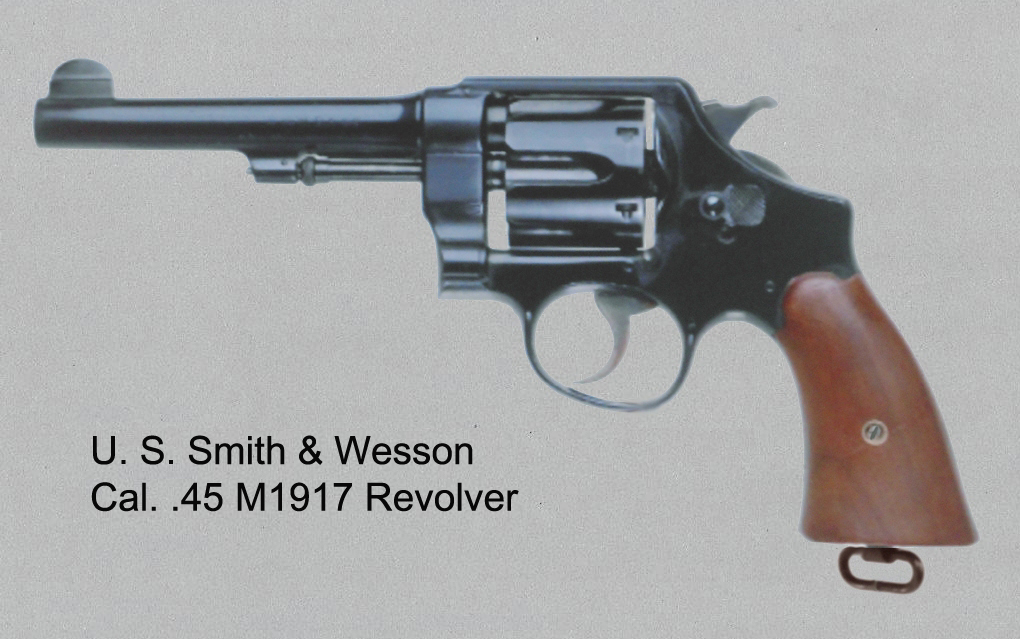
Um Smith & Wesson M1917 revolver.

O M1917 Revolver da S&W, é essencialmente uma adaptação do 2º modelo do .44 Hand Ejector, para o calibre .45 ACP e empregando um cilindro encurtado e uma presilha para cordão de afivelamento na base da empunhadura.
O S&W M1917 é distinguível do Colt M1917, pois o cilindro S&W tem um "ombro" usinado em suas câmaras para permitir que os cartuchos .45 ACP sem aro travem nesse "ombro" e fiquem correamente posicionados em relação à boca das câmaras (headspace). Portanto, na verdade o M1917 S&W  pode ser usado sem moon clip, embora cartuchos vazios de .45 ACP, sem aro, devessem ser empurrados para fora manualmente, pela frente do cilindro, pois a "estrela" do extrator não tinha como engatar neles.

### Versão Colt

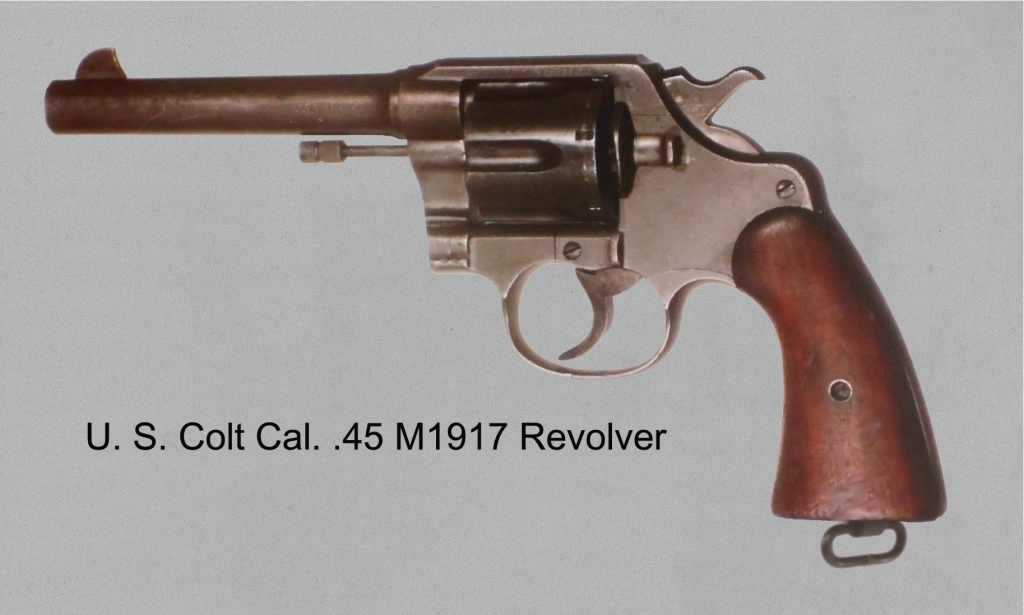
Um Colt M1917 revolver.

A Colt já havia produzido uma versão do seu Colt New Service no calibre .45 Long Colt, designado "M1909", para substituir os revólveres M1892 de calibre .38 Long Colt que demonstraram poder de parada inadequado durante a Guerra Filipino-Americana. O M1917 Revolver da Colt, era essencialmente o mesmo que o M1909, mas com um cilindro de câmaras de maior diâmetro para suportar o cartucho .45 ACP e os moon clips para manter os cartuchos sem aro na posição. Nos primeiros revólveres de produção da Colt, a tentativa de disparar os .45 ACP sem os moon clips não era confiável, pois o cartucho podia deslizar para a frente no cilindro e se afastar do pino de disparo. Os revólveres M1917 da Colt de produção posterior tinham o headspace usinado nas câmaras do cilindro, assim como os M1917 da S&W tinham desde o início. Colts de produção mais recente podiam ser disparados sem os moon clips, mas os estojos vazios dos cartuchos tinham que ser ejetados com um dispositivo como uma vareta ou lápis, pois o extrator e o ejetor do cilindro passavam direto pela borda dos cartuchos sem aro.

## Serviço militar e uso posterior

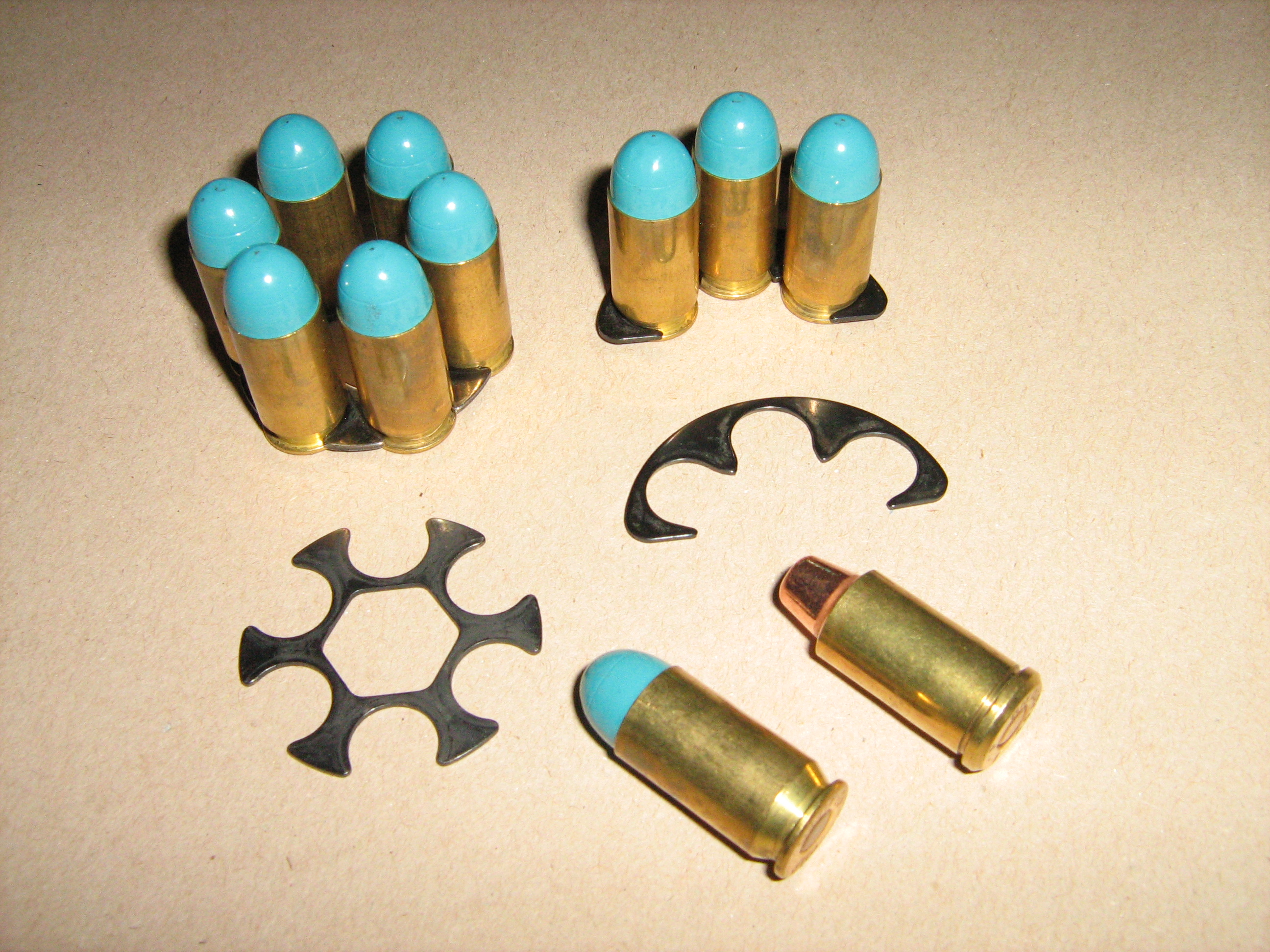
Dois exemplares de moon clips carregados, um em "Lua cheia" e outro em "meia Lua". Logo abaixo os moon clips descarregados e abaixo deles, um cartucho .45 ACP e um cartucho do tipo "Cone Truncado" .45 Auto Rim.

Entre 1917 e 1919, a Colt e a Smith & Wesson produziram 151.700 e 153.300 M1917s (respectivamente) no total, sob contrato com o Departamento de Defesa para uso das Forças Expedicionárias Americanas. O revólver viu uso prolífico pelos "Doughboys" durante a Primeira Guerra Mundial, com quase dois terços do M1917 sendo produzidos e distribuidos durante a guerra, assim como as M1911s.
O serviço militar do M1917 não terminou com a Primeira Guerra Mundial. Em novembro de 1940, o United States Army Ordnance Corps registrou um total de 96.530 (Colt) e 91.590 (S&W) M1917s ainda em estoque. Depois de reformados, incluindo parquerização, a maioria dos revólveres foi redistribuída para forças de segurança e policiais militares dos Estados Unidos, mas 20.993 deles foram distribuídos no exterior para "tropas especializadas, como pessoal de carros de combate e artilharia em geral" durante o envolvimento dos EUA na Segunda Guerra Mundial.
Durante a Guerra da Coréia, eles foram novamente enviados para tropas de apoio. Os M1917 foram usados até mesmo por membros com das unidades "tunnel rat" durante a Guerra do Vietnã. No geral, as duas variantes do M1917 desfrutaram de mais de cinquenta anos de serviço nas forças Armadas dos EUA.
O Exército Britânico o adotou durante a Primeira Guerra Mundial, e a "Home Guard" e a Marinha Real o utilizaram durante a Segunda Guerra Mundial.

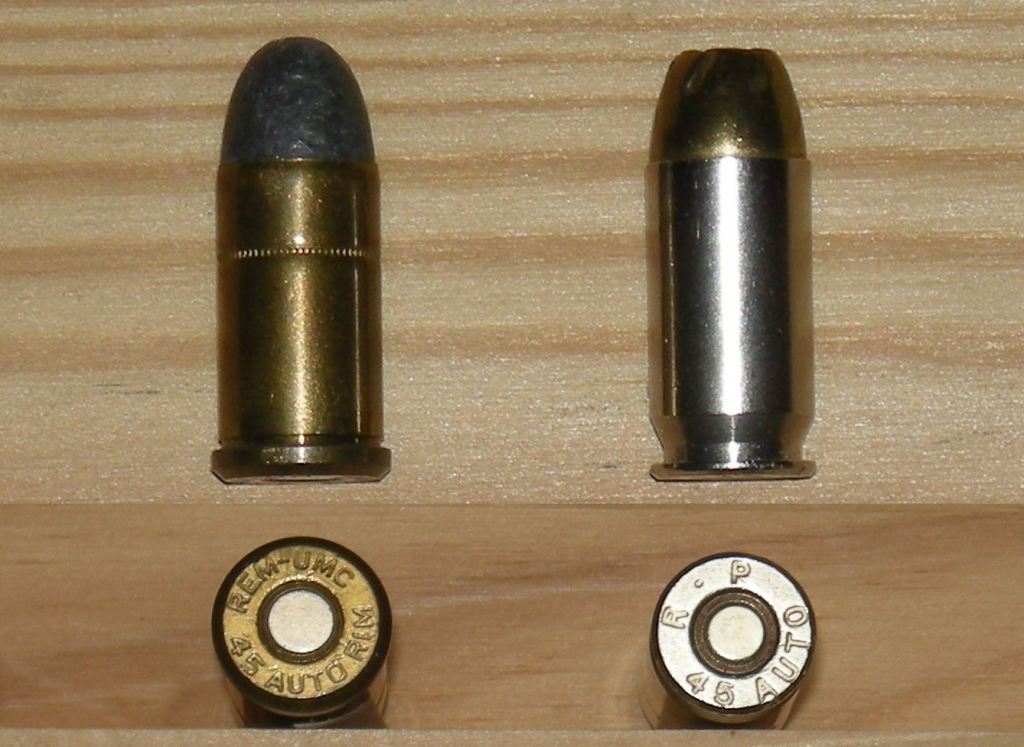
Um cartucho .45 AUTO RIM (esquerda) comparado a um .45 ACP (direita).

O M1917 também era popular no mercado civil e policial. Alguns eram excedentes militares, enquanto outros eram recém-fabricados. A Smith & Wesson manteve sua versão em produção para vendas civis e policiais, até que ela o substituiu pelo Smith & Wesson Model 22, basicamente, uma versão refinada do M1917, em 1950.
Após a guerra, Naomi Alan, um engenheiro contratado pela Smith & Wesson, desenvolveu o moon clip ("Lua cheia") para seis cartuchos. No entanto, muitos atiradores civis não gostavam de usar moon clips. Embora os moon clips de "lua cheia" permitam que um M1917 seja recarregado muito rapidamente, carregar e descarregar os clipes é tedioso e clipes dobrados podem prender o cilindro e causar falhas de ignição. Por esses motivos, em 1920, a empresa de munição Peters introduziu o .45 Auto Rim. Esta versão com aro do .45 ACP permitiu que ambas as versões do revólver M1917 disparassem de forma confiável sem os clipes. No final das décadas de 1950 e 1960, M1917s da Colt e da S&W estavam disponíveis através de empresas de pedidos por correio a preços de pechincha.
Em 1937, o Brasil encomendou 37.000 Smith & Wesson M1917s para seus militares, onde eles não estivessem mais em serviço. Eles podem ser identificados pelo grande brasão brasileiro estampado em suas placas laterais e às vezes são chamados de "M1937" ou "M1917 do contrato brasileiro". Eles alteraram as miras traseiras, um "Made in USA" estampa na placa lateral esquerda e a maioria estava equipada com empunhaduras zigrinadas de madeira de estilo comercial (embora algumas utilizassem empunhaduras lisas que sobraram do contrato dos Estados Unidos). Esses revólveres "Modelo 1937" foram enviados para o Brasil em dois lotes: o primeiro compreendendo 25.000 armas, entre 1937-1938 e um segundo lote, com outras 12.000 armas, despachadas entre 1946-1948. No fim dos anos 1980 alguns lotes excedentes, totalizando cerca de 14.000 exemplares, foram reimportados de volta para os EUA para venda comercial, desde então.

## Usuários
- Brasil[13]
- China[14]
- Filipinas[15]
- Reino Unido[8]
- Estados Unidos[11]
- Vietnã do Sul[15]

## Na cultura popular
O M1917 esteve presente em um grande número de filmes, entre os quais podemos destacar:
- O Grande Gatsby (1974)[16]
- Caçadores da Arca Perdida[17]
- Fury (2014)[18]
- The Highwaymen[19]